# Gerhart Eisler

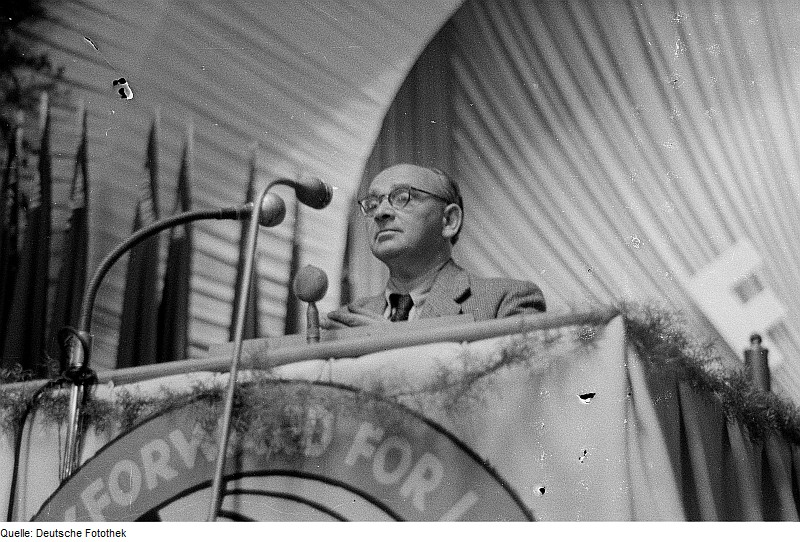
Gerhart Eisler im Juni 1949

Gerhart Eisler (* 20. Februar 1897 in Leipzig; † 21. März 1968 in Jerewan, Armenische SSR, Sowjetunion) war ein österreichisch-deutscher kommunistischer Funktionär, Politiker und Journalist der DDR. Er war Mitglied der KPD, arbeitete für die Kommunistische Internationale in der VR China und für den sowjetischen Geheimdienst GRU in den Vereinigten Staaten. Er war der Bruder des bekannten Komponisten Hanns Eisler und der zeitweise führenden KPD-Politikerin des linken Flügels Ruth Fischer.

## Leben
Gerhart Eislers Eltern waren der bedeutende Kantforscher und Philosophiehistoriker Rudolf Eisler und Ida Maria Eisler, geb. Fischer. Eisler wuchs in Leipzig und, nach der Übersiedlung der Familie 1901, in Wien auf. Bereits in seiner von einem jüdisch-bürgerlichen Elternhaus geprägten Kindheit und Jugend entwickelte der junge Eisler vielfältige Interessen: Er begeisterte sich für Literatur, jedoch auch fürs Fußballspielen und Bergsteigen. Daneben engagierte er sich in der Jugendkulturbewegung, schrieb Gedichte und Theaterstücke. Obwohl Kriegsgegner, musste er im Ersten Weltkrieg in den Streitkräften von Österreich-Ungarn dienen, wurde für seine Tapferkeit mehrfach ausgezeichnet und stieg zum Leutnant der Reserve auf. Eisler schloss sich der Kommunistischen Partei Deutsch-Österreichs bei deren Gründung im November 1918 an und nahm als Mitglied der „Roten Garde“ an den Unruhen rund um die Ausrufung der Republik Deutschösterreich teil. Er heiratete Ende 1919 seine erste Frau, die damalige Schauspielschülerin Hede Tune (1900–1981).

### Weimarer Republik
1921 gingen sie nach Berlin, wo seine Schwester Ruth eine führende Rolle in der KPD spielte. Gerhart Eisler wurde Redakteur der Roten Fahne, dem Zentralorgan der Partei. Seine erste Ehe scheiterte und Eisler heiratete 1923 seine Schwägerin Elli Tune, die als Stenotypistin bei der sowjetischen Handelsvertretung beschäftigt war. Ihre Tochter Anna wurde 1931 geboren. Seine zweite Frau verließ ihn 1933.
Auf dem Essener Parteitag der KPD 1927 wurde er zum Kandidaten des Zentralkomitees und gleichzeitig zum Kandidaten des Politbüros gewählt. Er gehörte 1927 bis 1929 zur Gruppe der sogenannten „Versöhnler“ und war 1928 aktiv an der versuchten Entmachtung des KPD-Vorsitzenden Ernst Thälmann (siehe: Wittorf-Affäre) beteiligt.

### Kommunistische Internationale
1929 bis 1931 wurde Eisler zur Bewährung als Beauftragter der Kommunistischen Internationale (Komintern) in die Volksrepublik China versetzt. Von 1933 bis 1936 war er unter dem Namen „Edwards“ als Illegaler (Einwanderer) der Vertreter der Kommunistischen Internationale in den Vereinigten Staaten.
Während des Spanischen Bürgerkrieges übernahm er im Auftrag der Komintern die Leitung des Deutschen Freiheitssenders 29,8. Zu Beginn des Zweiten Weltkrieges befand sich Eisler in Frankreich, wo er im August 1939 in Paris verhaftet wurde. Zwei Jahre befand er sich im französischen Internierungslage Le Vernet und im Camp des Milles bei Marseille.
Im Mai 1941 konnte er als regulärer Immigrant in die USA entkommen. Er lebte im New Yorker Stadtbezirk Queens und heiratete dort 1942 Hilde Rothstein. Er schrieb für die Parteipresse unter Pseudonym. Mit Kurt Rosenfeld gab er den German American heraus und war bis 1946 dessen Chefredakteur.
Außerdem arbeitete er für den sowjetischen Geheimdienst in den USA. Nach Anschuldigungen seiner Schwester Ruth Fischer vor dem Komitee gegen unamerikanische Aktivitäten betitelte ihn das US-Magazin Time als „The Man from Moscow“.

### Flucht aus Amerika
Eisler durfte das Land nicht verlassen und wurde 1947 zu vier Jahren Haft wegen „Missachtung des amerikanischen Kongresses und Passfälschung“ verurteilt. Gegen Kaution kam er frei. Seine Schwester war Zeugin der Anklage. Seine erste Frau Hede Massing war später eine weitere prominente Antikommunistin und Zeugin der Tätigkeiten der Kommunistischen Internationale in den USA.
Eisler wurde im Februar 1948 erneut verhaftet und für acht Wochen auf Ellis Island interniert. Einer drohenden Verurteilung wegen Spionage entzog er sich im Mai 1949 durch Flucht nach Europa. Er kehrte als blinder Passagier eines polnischen Frachters über London nach Berlin zurück.
Seine Frau wurde anschließend in den USA verhaftet, interniert und abgeschoben. Sie folgte ihrem Mann in die DDR. Hilde Eisler wurde 1956 die Chefredakteurin der Zeitschrift Das Magazin.

### Leitender SED-Funktionär

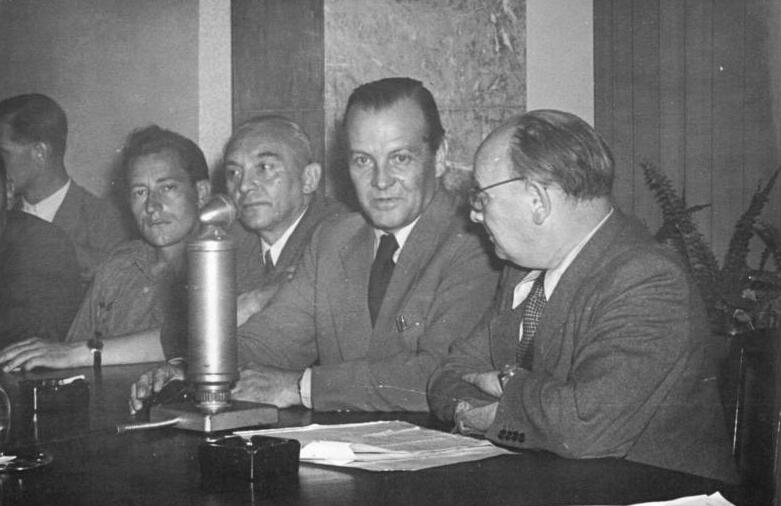
Gerhart Eisler (r.) auf einer Pressekonferenz in Berlin im Juni 1951

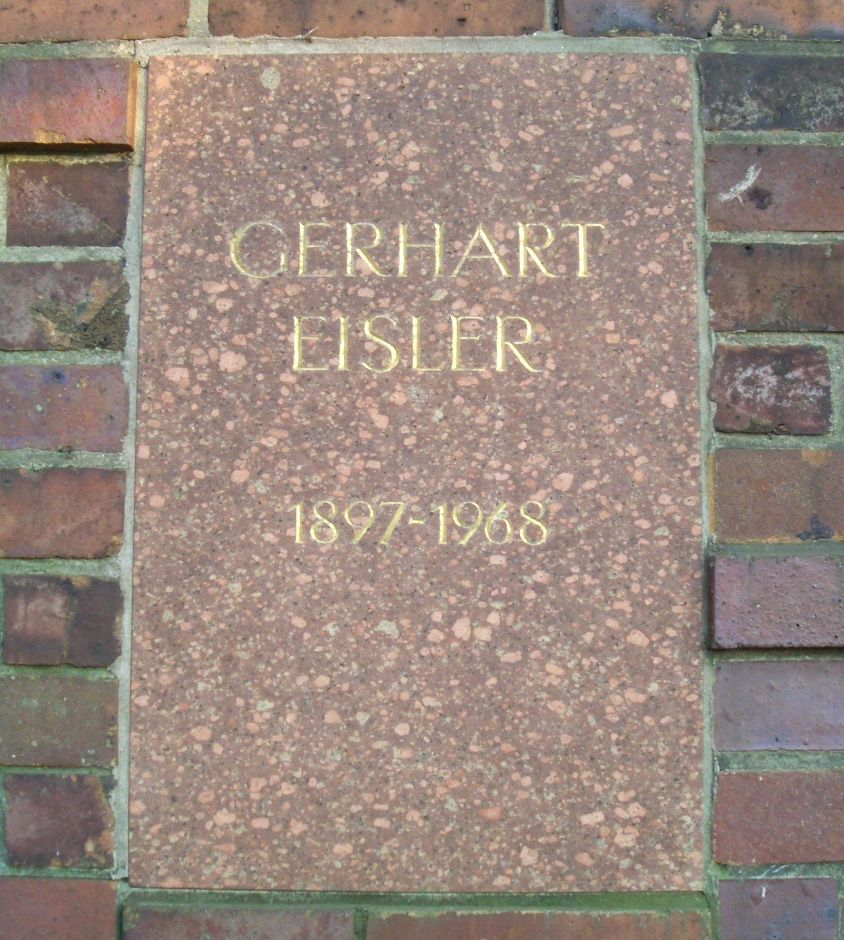
Grabstätte Gerhart Eislers

Eisler wurde Mitarbeiter des Parteivorstandes der SED und Abgeordneter der Volkskammer, dem Parlament der DDR. Im Zuge der Errichtung der SED-Herrschaft teilte er im Rahmen der Parteivorstandssitzung vom 4. Oktober 1949 seinen Kollegen mit, dass sie als Marxisten wissen müssen: „Wenn wir eine Regierung gründen, geben wir sie niemals wieder auf, weder durch Wahlen noch durch andere Methoden“. Bis 1953 war er in der DDR-Regierung verantwortlich für die Lenkung der Presse und des Rundfunks. Wegen Sympathisierens mit Gegnern des ZK-Generalsekretärs Walter Ulbricht vor und während des Aufstands vom 17. Juni 1953 wurde er abgesetzt, aber 1955 rehabilitiert.
Von 1956 bis 1962 war Eisler stellvertretender Vorsitzender und danach bis zu seinem Tode Vorsitzender des Staatlichen Rundfunkkomitees, seit 1967 Mitglied des Zentralkomitees der SED. Dort war er eine der innovativsten Führungsfiguren im DDR-Medienapparat: In seine Zeit fällt zum Beispiel die Einrichtung des Jugendprogramms DT 64, das er auch vor Angriffen aus der Partei schützte. In Hörfunk und Fernsehen moderierte Eisler jede Woche das Sonntagsgespräch des Deutschlandsenders.
In der DDR wurden mehrere Straßen und Schulen nach ihm benannt, die jedoch nach der Wende neue Namen erhielten wie die heutige Nossener Straße in Berlin-Hellersdorf.
Ihm wurde 1957 der Vaterländische Verdienstorden in Silber und 1964 in Gold verliehen. 1962 erhielt er den Karl-Marx-Orden.
Gerhart Eisler starb 1968 auf einer Dienstreise in Armenien an den Folgen eines Herzinfarkts. Seine Urne wurde in der Gedenkstätte der Sozialisten auf dem Zentralfriedhof Friedrichsfelde in Berlin-Lichtenberg beigesetzt.
Mit der Gerhart-Eisler-Plakette wurden seit 1975 journalistische Leistungen sowie allgemeine Verdienste um den Rundfunk der DDR ausgezeichnet. Die Deutsche Post der DDR gab 1977 zu Gerhart Eislers Ehren eine Sondermarke in der Serie Persönlichkeiten der deutschen Arbeiterbewegung heraus.

## Darstellung Eislers in der bildenden Kunst der DDR
- Herbert Burschik: Gerhard Eisler (Porträtplastik, Bronze, 1971)[9]

## Werke
- The Lesson of Germany. A Guide to Her History. Mit Albert Norden und Albert Schreiner. International Publishers, New York City 1945, DNB 577676504 (englisch).
- Eisler Hits Back. A Reply to the Rankin Man. The German American, New York City 1946, DNB 993174485 (englisch, PDF auf der Website von Ronald Friedmann).
- My Side of the Story. The Statement, the Newspapers Refused to Print. Civil Rights Congress, New York City 1947, DNB 993174523 (englisch).
- Freundschaft für immer. Brief an alle Bürger der DDR anläßlich des 34. Jahrestages der Großen Sozialistischen Oktoberrevolution. Amt für Information, Ost-Berlin 1951, DNB 57298765X.
- Der Staatsvertrag zwischen den Regierungen der UdSSR und der DDR. Herausgegeben vom Zentralrat der FDJ, Abteilung Agitation und Propaganda. Verlag Junge Welt, Ost-Berlin 1955, DNB 577143514 (digitalisiert bei der Deutschen Nationalbibliothek).
- Offene Worte. Eine Auswahl von interessanten Beiträgen Gerhart Eislers, die in der „Jungen Welt“ als Antwort auf Leserfragen veröffentlicht wurden. Verlag Junge Welt, Ost-Berlin 1966, DNB 456527117.
- Auf der Hauptstraße der Weltgeschichte. Artikel, Reden und Kommentare 1956–1968. Mit einem Nachwort von Hilde Eisler. Karl Dietz Verlag Berlin, Ost-Berlin 1981, DNB 820462829.